# Buhloone Mindstate
A Buhloone Mindstate a De La Soul hiphop-együttes 1993-as albuma.

## Az album dalai
1. Intro – 0:52
2. Eye Patch – 2:27
3. En Focus (featuring Shortie No Mass and Dres of Black Sheep) – 3:15
4. Patti Dooke (featuring Guru, Maceo Parker, Fred Wesley and Pee Wee Ellis) – 5:54
5. I Be Blowin’ (featuring Maceo Parker) – 4:58
6. Long Island Wildin’ (featuring Scha Dara Parr and Takagi Kan) – 1:30
7. Ego Trippin’ (Part Two) – 3:52
8. Paul’s Revenge – 0:43
9. 3 Days Later – 2:39
10. Area – 3:31
11. I Am I Be (featuring Maceo Parker, Fred Wesley and Pee Wee Ellis) – 5:03
12. In the Woods (featuring Shortie No Mass) – 4:01
13. Breakadawn – 4:14
14. Dave Has a Problem...Seriously – 0:55
15. Stone Age (featuring Biz Markie) – 4:13